# Gråhuvad tangara
Gråhuvad tangara (Eucometis penicillata) är en fågel i familjen tangaror inom ordningen tättingar. Den förekommer i låglänta skogar från Mexiko till Argentina. Beståndet anses vara livskraftigt.

## Utseende och läte
Gråhuvad tangara är en rätt liten tangara med likadan dräkt hos båda könen: grått huvud med buskig tofs, tydligt avgränsat från bjärt gul undersida och olivgrön ovansida. Sången består av en fyllig men gnisslig serie, ibland utdragen.

## Utbredning och systematik
Gråhuvad tangara har ett vitt utbredningsområde, från sydöstra Mexiko till Argentina. Den placeras som enda art i släktet Eucometis och delas in i sju underarter med följande utbredning:
- penicillata-gruppen
  - Eucometis penicillata penicillata – förekommer från sydöstra Colombia öster om Anderna till Guyana, östra Peru och norra Brasilien
  - Eucometis penicillata affinis – förekommer i tropiska norra Venezuela, från Falcón till Miranda.
  - Eucometis penicillata albicollis – förekommer från östra Bolivia till norra Paraguay, nordöstra Argentina och södra och centrala Brasilien
- spodocephala-gruppen
  - Eucometis penicillata pallida – förekommer från tropiska sydöstra Mexiko (Veracruz och Yucatán) till östra Guatemala
  - Eucometis penicillata spodocephala – förekommer i tropiska Nicaragua och utmed Stillahavssluttningen i Costa Rica
  - Eucometis penicillata stictothorax – förekommer i tropiska sydvästra Costa Rica och västra Panama (i öster till Veraguas)
  - Eucometis penicillata cristata – förekommer i östra Panama, norra Colombia och allra västligaste delen av Venezuela

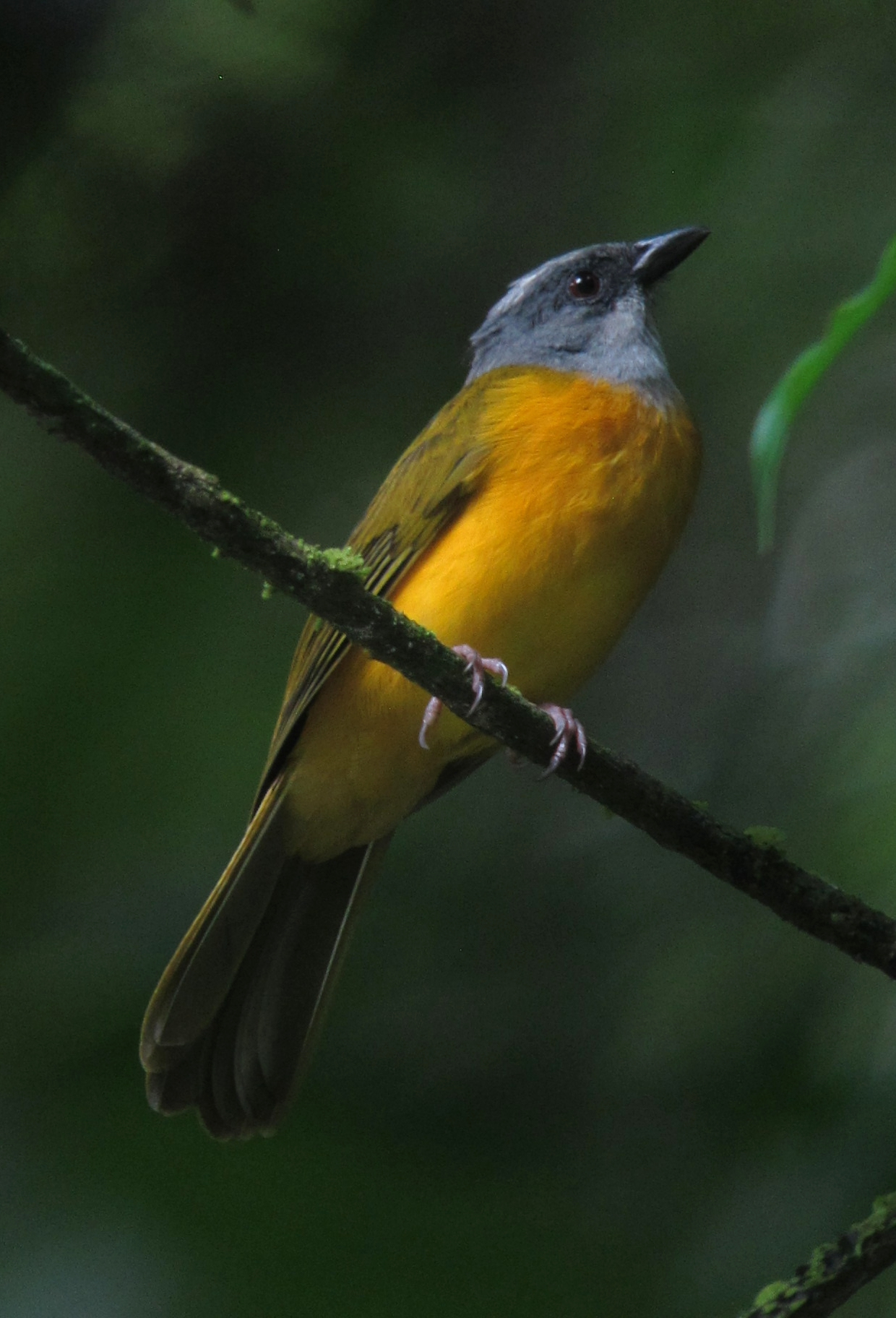
Gråhuvad tangara fotograferad i Colombia.

### Släktskap
Genetiska studier visar att gråhuvad tangara står närmast borsttangaran (Trichothraupis melanops) och den nyligen beskrivna gyllingtangaran (Heliothraupis oneilli).

## Levnadssätt
Gråhuvad tangara hittas i fuktiga tropiska låglänta skogar. Där rör den sig vanligen i de lägre och mellersta skuggiga skikten, i par eller enstaka. Den ses ibland vid svärmar av vandringsmyror.

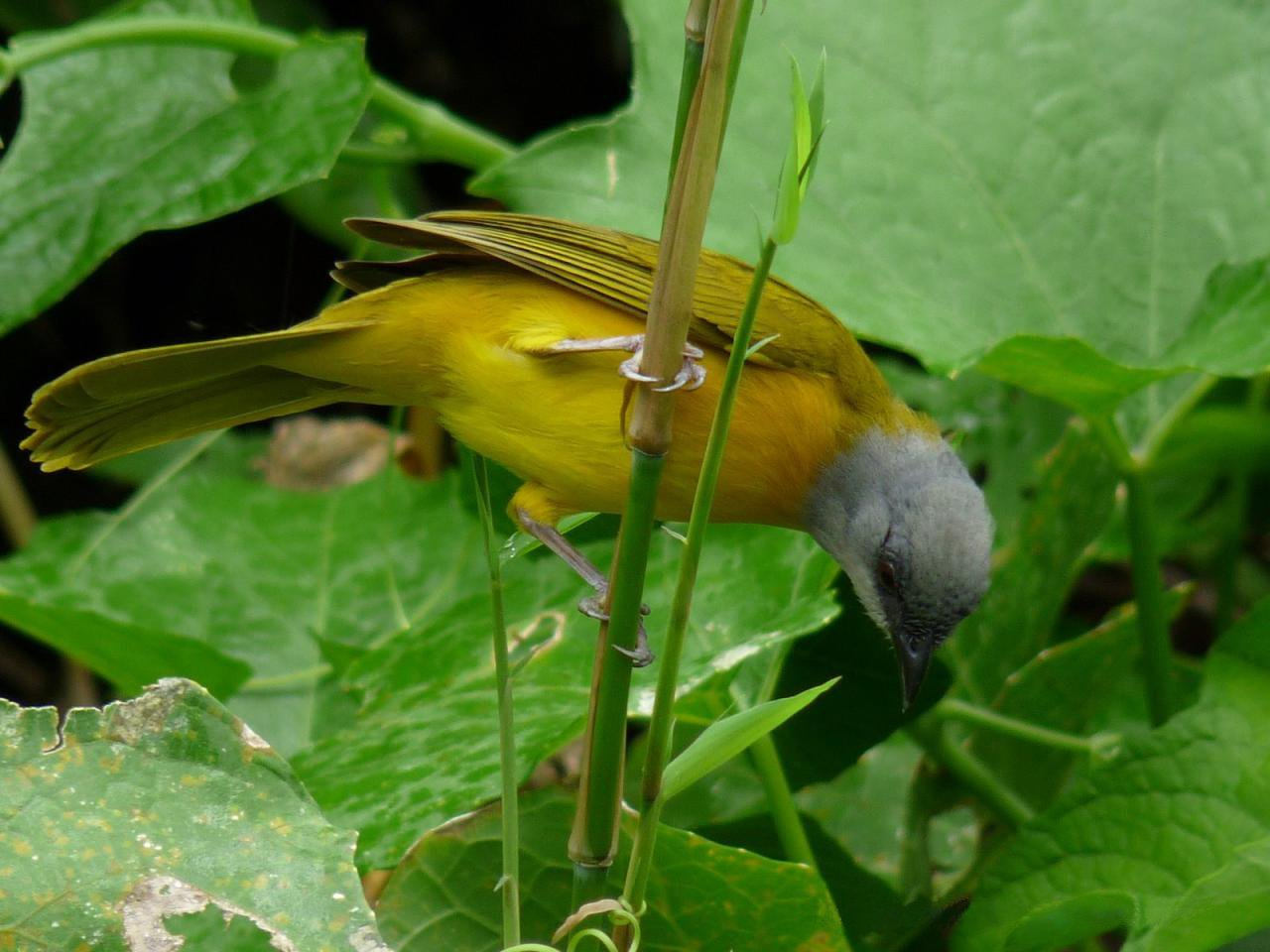

## Status
Arten har ett stort utbredningsområde och beståndet anses stabilt. Internationella naturvårdsunionen IUCN listar den därför som livskraftig (LC).